# 동여도
〈동여도〉(東輿圖)는 23규(糾)로 이루어진 한국 옛 지도 가운데 가장 정밀한 지도로, 대한민국의 보물 제1358-1호, 제1358-2호 두 건이 지정되어있다.
이 지도는 김정호가 〈대동여지도〉를 판각하기에 앞서 제작한 선행 지도로 여겨진다.제작 시기는 1856년(철종 7년)부터 1861년(철종 12년) 사이이며, 책첩 형태로 가로 80리, 세로 120리를 한 개의 방안으로 하여 만들어졌다.

## 문화재 지정 사유
철종(哲宗)·고종(高宗) 연간에 고산자(古山子) 김정호(金正浩)가 만든 분첩절첩식(分疊折帖式) 필사 본 채색지도로, 총 23첩이며 수첩(首帖)은 목록집 이고, 제1첩부터 제22첩까지는 각 지역의 지리가 그려져 있다.
지도는 산천표시와 함께 주현별(州縣別) 경계선을 그어, 주현간의 도로를 표시하였고, 그 바탕위에 영진(營鎭), 주현(州縣), 진보(鎭堡), 역도(驛道), 목소(牧所), 방면(坊面), 창고(倉庫), 봉수(烽燧), 능 (陵寢), 성(城), 도로(道路), 파수(把守) 등을 표시하였다. 지도상의 거리는 제1첩 1면에 방안을 그려놓고‘方十里每片’이라고 하여 매방(每方)의 실 거리가 10리임을 표시하였다.
동여도는 지금까지 알려진 대동여지도의 필사본 중에서 가장 아름답고 정밀·정확하게 그려진 훌륭한 지도첩이다. 도화서에서 그린 지도제작 솜씨와도 같은 뛰어난 그림과 글씨, 채색 등이 18세기 후반 기 조선지도 제작기술의 높은 수준을 잘 나타내는 대표적 작품 중의 하나로 꼽힌다.

## 〈동여도〉의 제작자
〈동여도〉는 그 제작자가 누구인지 여러 설이 분분하다가 최근에야 김정호의 작품으로 추정하게 되었으며, 그 근거는 다음과 같다.
우선 《동여도지》 제2책 서문에서 김정호가 지도와 지지를 만들고 이를 《동여도지》라고 표현하였기 때문이다. 이를 바탕으로 지지는 《동여도지》, 지도는 〈동여도〉라고 추정할 수 있다. 〈대동여지도〉에는 간기(刊記)가 있어 김정호의 작품임을 확실히 알 수 있으나 〈동여도〉에는 간기가 없어 확실히 알 수 없다. 다만 두 지도가 모두 23규로 되어 있으며, 매 규에 수록된 지도의 형태나 내용이 거의 일치한다. 또한 주기명(註記名)이 〈동여도〉는 18,736개인데, 〈대동여지도〉에서는 13,188여 개로 줄어드는데, 이는 대부분 중요도가 떨어지는 사항으로, 목각의 어려움 때문에 줄였으리라 본다.
둘째, 신헌은 〈대동방여도〉 서문에서 “김백원(金百源)에게 위촉하여 〈동여도〉를 만들게 하였다.”라고 언급하였는데, 백원(百源)은 김정호의 자(字)이다.
셋째, 〈동여도〉와 〈대동여지도〉에 실려 있는 지도표가 독특하며 매우 비슷하다.

## 같이 보기
- 김정호
- 대동여지도 / 청구도

## 참고 자료
- 동여도 - 국가유산청 국가유산포털